# Psectrocladius longicerus
Psectrocladius longicerus är en tvåvingeart som beskrevs av Jean-Jacques Kieffer 1924. Psectrocladius longicerus ingår i släktet Psectrocladius och familjen fjädermyggor.
Artens utbredningsområde är Österrike. Inga underarter finns listade i Catalogue of Life.